# Diplazon laetatorius
Diplazon laetatorius är en stekelart som först beskrevs av Fabricius 1781.  Diplazon laetatorius ingår i släktet Diplazon och familjen brokparasitsteklar. Arten är reproducerande i Sverige. Inga underarter finns listade i Catalogue of Life.

## Bildgalleri

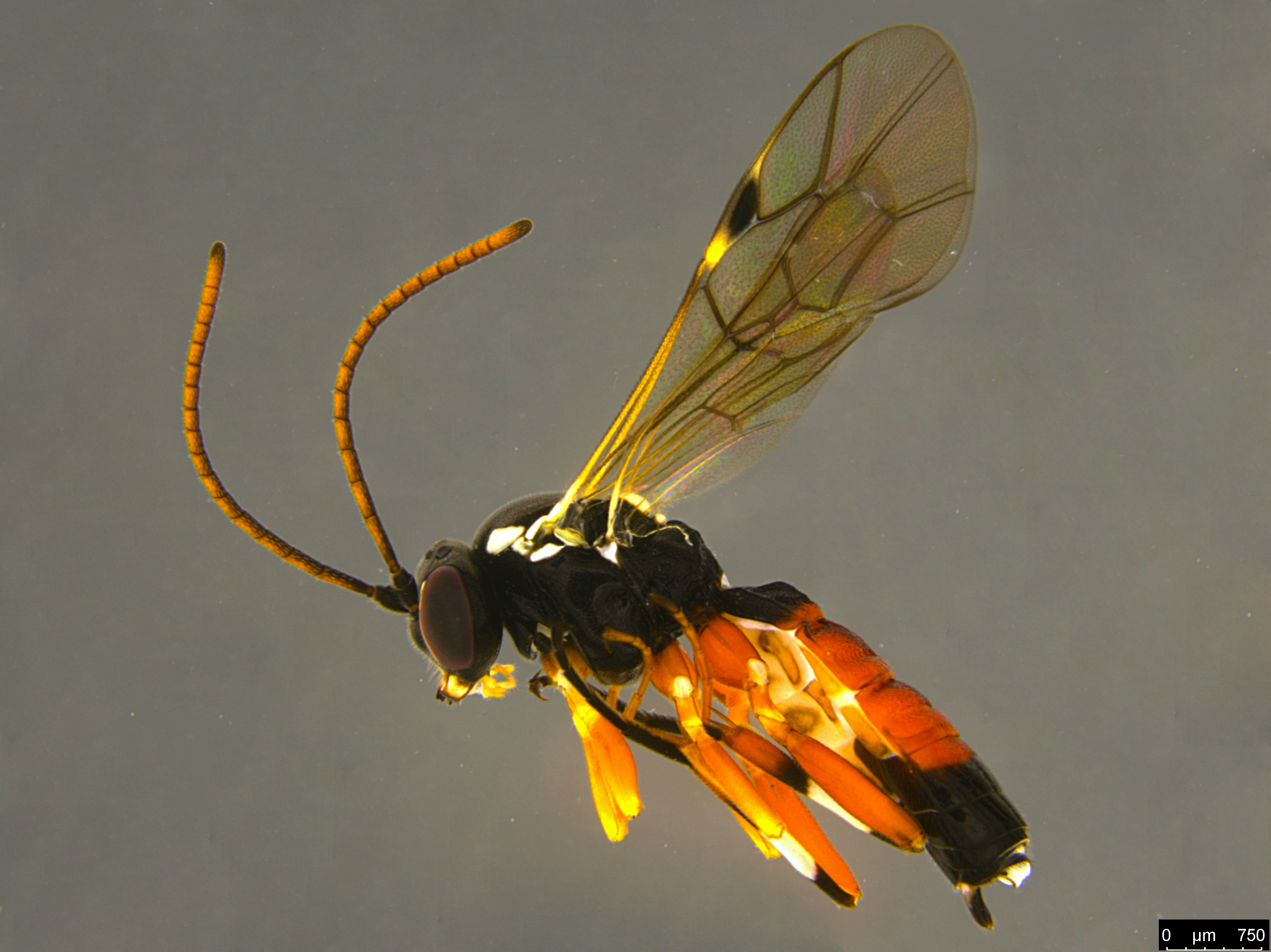
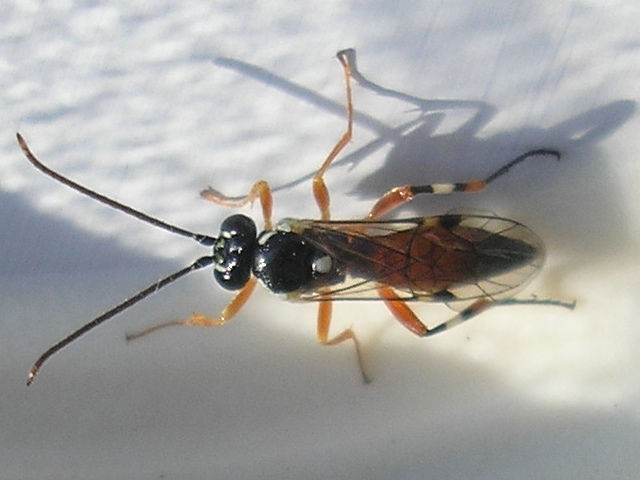
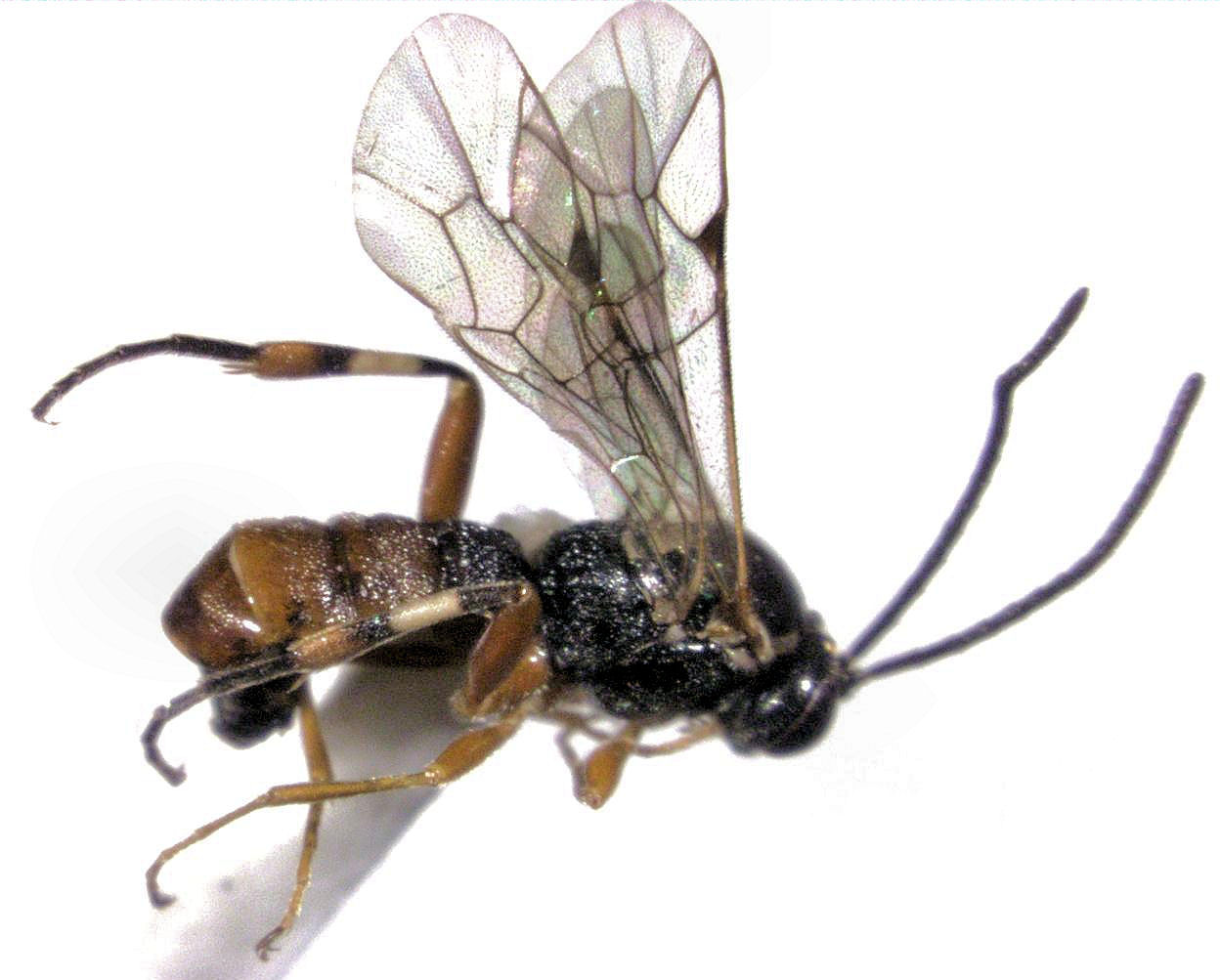
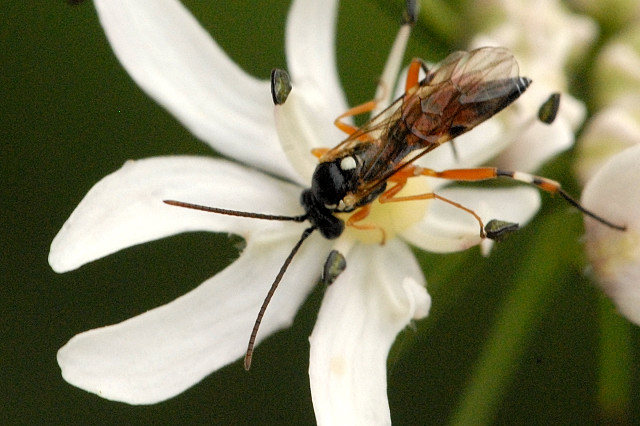
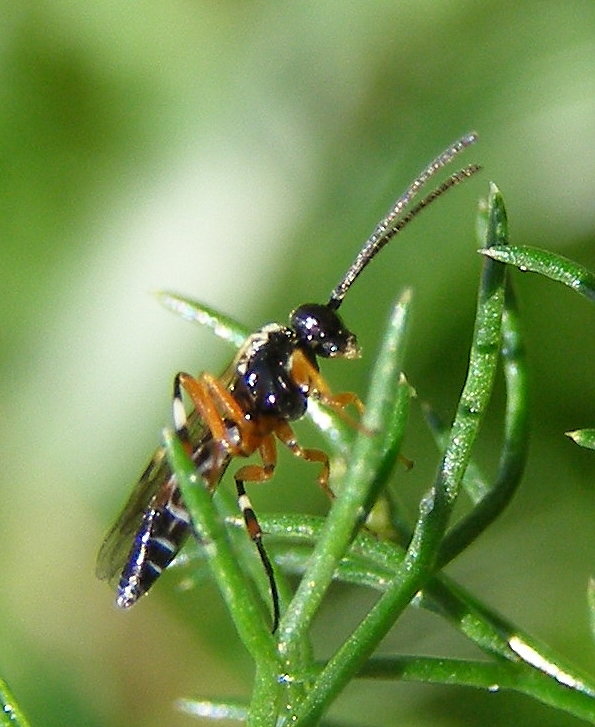
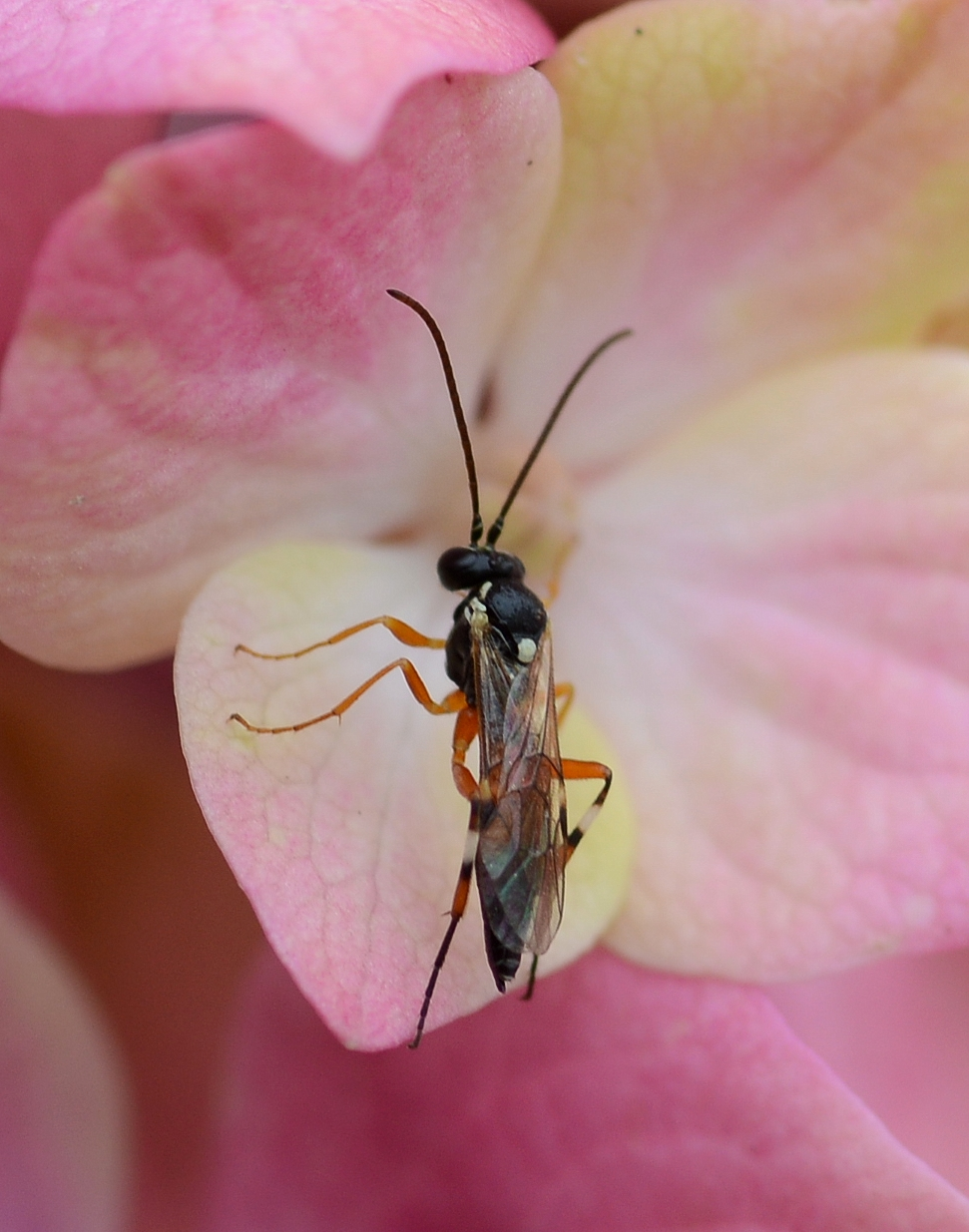